# Richard Ellis (Biologe)
Richard Ellis (* 2. April 1938 in New York City, New York; † 21. Mai 2024 in Norwood, New Jersey) war ein US-amerikanischer Meeresbiologe. Er war wissenschaftlicher Mitarbeiter am American Museum of Natural History in New York und Delegierter der Vereinigten Staaten bei der Internationalen Walfangkommission.
Ellis arbeitete auch als Maler und Autor. Er veröffentlichte Artikel und Bücher über Meerestiere.

## Schriften
- Mensch und Wal. Die Geschichte eines ungleichen Kampfes. Droemer Knaur, München 1993, ISBN 3-426-26643-1.
- Seeungeheuer. Mythen, Fabeln und Fakten. Birkhäuser, Basel u. a. 1997, ISBN 3-7643-5422-4.
- Riesenkraken der Tiefsee. Die aufregende Suche nach den letzten unbekannten Wesen unserer Welt. Heel, Königswinter 2002, ISBN 3-89365-876-9.
- Der lebendige Ozean. Nachrichten aus der Wasserwelt. marebuchverlag, Hamburg 2006, ISBN 3-936384-94-0.